# جان کاکرایل (بازیکن فوتبال)
جان کاکرایل (انگلیسی: John Cockerill؛ زادهٔ ۱۲ ژوئیهٔ ۱۹۶۱) بازیکن فوتبال اهل بریتانیا است.
از باشگاه‌هایی که در آن بازی کرده‌است می‌توان به باشگاه فوتبال لینکولن سیتی، باشگاه فوتبال آلفرتون تاون، باشگاه فوتبال گریمزبی تاون، باشگاه فوتبال استافورد رانجرز، و باشگاه فوتبال گرنثم تاون اشاره کرد.